# Sialis sibirica
Sialis sibirica là một loài côn trùng trong họ Sialidae thuộc bộ Megaloptera. Loài này được McLachlan miêu tả năm 1872.